# Limnotilapia dardennii
Limnotilapia dardennii ist eine afrikanische Buntbarschart, die in Ostafrika, im Tanganjikasee, in der Mündung des Malagarasi, sowie im Lukuga, dem Abfluss des Tanganjikasees zum Kongo vorkommt. Die Gattungsbezeichnung Limnotilapia setzt sich aus der griechischen Bezeichnung für See (λίμνη, limne = „See“) und Tilapia zusammen; das Art-Epitheton dardennii wurde zu Ehren von Dardenne vergeben, einem Zeichner auf einer Expedition des belgischen Afrikaforschers Charles François Alexandre Lemaire.

## Merkmale
Limnotilapia dardennii wird maximal 26 cm lang. Die meisten Exemplare im See haben eine Länge von 10 bis 15 cm. Bei gleichaltrigen Fischen sind die Männchen größer. Die Färbung ist silbrig bis olivgrün, oft mit einem bläulichen Glanz bei adulten Männchen. Oberhalb der Körpermittellinie finden sich sechs bis acht dunkle Querbänder, die zur Fortpflanzungszeit völlig verschwinden können. Vier weitere Querbänder liegen auf der Kopfoberseite, von denen einer durch das Auge geht. Die Flossen sind silbriggrau, die Brustflossen gelb mit einem rötlichen oberen Rand. Die rötliche Afterflosse der Männchen trägt wenige gelbe Eiflecke.

## Lebensweise
Limnotilapia dardennii lebt seeweit bis in 30 m Tiefe über Fels- und Sandböden. Er ernährt sich vor allem von Fadenalgen und Wasserpflanzen und nimmt dabei auch Würmer und andere Wirbellose sowie Fischlaich auf. Seine Fortpflanzungszeit erstreckt sich von März bis Mai. Limnotilapia dardennii ist ein Maulbrüter, der eine hohe innerartliche Aggression zeigt. Gelaicht wird in der Nähe von großen Sandhügeln, die die Männchen aufschichten. Die Eizahl beträgt maximal etwa 100. Beim Verlassen des mütterlichen Mauls sind die Jungfische etwa 19 bis 20 mm lang.

## Gefährdung
In der Roten Liste der IUCN wird der Status der Art als ungefährdet (Least Concern) angegeben.

## Belege
1. ↑  Sven O. Kullander und Tyson R. Roberts: Out of Lake Tanganyika: endemic lake fishes inhabit rapids of the Lukuga River. Ichthyol. Explor. Freshwaters, Vol. 22, No. 4, Dezember 2011© 2011 by Verlag Dr. Friedrich Pfeil, München, Germany – ISSN 0936-9902